# B4GALT2
B4GALT2 (англ. Beta-1,4-galactosyltransferase 2) – білок, який кодується однойменним геном, розташованим у людей на короткому плечі 1-ї хромосоми. Довжина поліпептидного ланцюга білка становить 372 амінокислот, а молекулярна маса — 41 972.
| 10         |  | 20         |  | 30         |  | 40         |  | 50         |
| ---------- |  | ---------- |  | ---------- |  | ---------- |  | ---------- |
| MSRLLGGTLE |  | RVCKAVLLLC |  | LLHFLVAVIL |  | YFDVYAQHLA |  | FFSRFSARGP |
| AHALHPAASS |  | SSSSSNCSRP |  | NATASSSGLP |  | EVPSALPGPT |  | APTLPPCPDS |
| PPGLVGRLLI |  | EFTSPMPLER |  | VQRENPGVLM |  | GGRYTPPDCT |  | PAQTVAVIIP |
| FRHREHHLRY |  | WLHYLHPILR |  | RQRLRYGVYV |  | INQHGEDTFN |  | RAKLLNVGFL |
| EALKEDAAYD |  | CFIFSDVDLV |  | PMDDRNLYRC |  | GDQPRHFAIA |  | MDKFGFRLPY |
| AGYFGGVSGL |  | SKAQFLRING |  | FPNEYWGWGG |  | EDDDIFNRIS |  | LTGMKISRPD |
| IRIGRYRMIK |  | HDRDKHNEPN |  | PQRFTKIQNT |  | KLTMKRDGIG |  | SVRYQVLEVS |
| RQPLFTNITV |  | DIGRPPSWPP |  | RG         |  |            |  |            |

A: Аланін

C: Цистеїн

D: Аспарагінова кислота

E: Глутамінова кислота

F: Фенілаланін

G: Гліцин

H: Гістидин

I: Ізолейцин

K: Лізин

L: Лейцин

M: Метіонін

N: Аспарагін

P: Пролін

Q: Глутамін

R: Аргінін

S: Серин

T: Треонін

V: Валін

W: Триптофан

Кодований геном білок за функціями належить до трансфераз, глікозилтрансфераз. 
Задіяний у такому біологічному процесі як поліморфізм. 
Білок має сайт для зв'язування з іонами металів, іоном марганцю. 
Локалізований у мембрані, апараті гольджі.